# Cyklistika na Letních olympijských hrách 2020
Cyklistické soutěže na Letních olympijských hrách 2020 v Tokiu probíhaly od 24. července do 8. srpna 2021.

## Silniční cyklistika

### Muži
| Kategorie                      | Zlato                           | Stříbro                         | Bronz                           |
| ------------------------------ | ------------------------------- | ------------------------------- | ------------------------------- |
| Muži závod s hromadným startem | Richard Carapaz · Ekvádor (ECU) | Wout van Aert · Belgie (BEL)    | Tadej Pogačar · Slovinsko (SLO) |
| Muži časovka                   | Primož Roglič · Slovinsko (SLO) | Tom Dumoulin · Nizozemsko (NED) | Rohan Dennis · Austrálie (AUS)  |

### Ženy
| Kategorie                      | Zlato                                      | Stříbro                                    | Bronz                                      |
| ------------------------------ | ------------------------------------------ | ------------------------------------------ | ------------------------------------------ |
| Ženy závod s hromadným startem | Anna Kiesenhoferová · Rakousko (AUT)       | Annemiek van Vleutenová · Nizozemsko (NED) | Elisa Longo Borghiniová · Itálie (ITA)     |
| Ženy časovka                   | Annemiek van Vleutenová · Nizozemsko (NED) | Marlen Reusserová · Švýcarsko (SUI)        | Anna van der Breggenová · Nizozemsko (NED) |

## Dráhová cyklistika

### Muži
| Kategorie                   | Zlato                                                                                       | Stříbro                                                                                   | Bronz                                                                                           |
| --------------------------- | ------------------------------------------------------------------------------------------- | ----------------------------------------------------------------------------------------- | ----------------------------------------------------------------------------------------------- |
| Muži sprint (jednotlivci)   | Harrie Lavreysen · Nizozemsko (NED)                                                         | Jeffrey Hoogland · Nizozemsko (NED)                                                       | Jack Carlin · Velká Británie (GBR)                                                              |
| Muži sprint (družstvo)      | Nizozemsko (NED) · Jeffrey Hoogland · Harrie Lavreysen · Roy van den Berg · Matthijs Büchli | Velká Británie (GBR) · Jack Carlin · Jason Kenny · Ryan Owens                             | Francie (FRA) · Florian Grengbo · Rayan Helal · Sébastien Vigier                                |
| Muži keirin                 | Jason Kenny · Velká Británie (GBR)                                                          | Azizulhasni Awang · Malajsie (MAS)                                                        | Harrie Lavreysen · Nizozemsko (NED)                                                             |
| Muži stíhací závod družstev | Itálie (ITA) · Simone Consonni · Filippo Ganna · Francesco Lamon · Jonathan Milan           | Dánsko (DEN) · Niklas Larsen · Lasse Norman Hansen · Rasmus Pedersen · Frederik Rodenberg | Austrálie (AUS) · Leigh Howard · Kelland O'Brien · Luke Plapp · Sam Welsford · Alexander Porter |
| Muži madison                | Dánsko (DEN) · Lasse Norman Hansen · Michael Mørkøv                                         | Velká Británie (GBR) · Ethan Hayter · Matthew Walls                                       | Francie (FRA) · Donavan Grondin · Benjamin Thomas                                               |
| Muži omnium                 | Matthew Walls · Velká Británie (GBR)                                                        | Campbell Stewart · Nový Zéland (NZL)                                                      | Elia Viviani · Itálie (ITA)                                                                     |

### Ženy
| Kategorie                   | Zlato                                                                                     | Stříbro | Bronz |
| --------------------------- | ----------------------------------------------------------------------------------------- | --- | --- |
| Ženy sprint (jednotlivkyně) | Kelsey Mitchellová · Kanada (CAN)                                                         | Olena Starikovová · Ukrajina (UKR)                                                                              | Lee Wai-sze · Hongkong (HKG)                                                                                               |
| Ženy sprint (družstvo)      | Čína (CHN) · Pao Šan-ťü · Čung Tchien-š'                                                  | Německo (GER) · Lea Friedrichová · Emma Hinzeová                                                                | Sportovci ROV (ROC) · Darja Šmeljovová · Anastasija Vojnovová                                                              |
| Ženy keirin                 | Shanne Braspennincxová · Nizozemsko (NED)                                                 | Ellesse Andrewsová · Nový Zéland (NZL)                                                                          | Lauriane Genestová · Kanada (CAN)                                                                                          |
| Ženy stíhací závod družstev | Německo (GER) · Franziska Braußeová · Lisa Brennauerová · Lisa Kleinová · Mieke Krögerová | Velká Británie (GBR) · Katie Archibaldová · Laura Kennyová · Neah Evansová · Josie Knightová · Elinor Barkerová | Spojené státy americké (USA) · Chloé Dygertová · Megan Jastrabová · Jennifer Valenteová · Emma Whiteová · Lily Williamsová |
| Ženy madison                | Velká Británie (GBR) · Katie Archibaldová · Laura Kennyová                                | Dánsko (DEN) · Amalie Dideriksenová · Julie Lethová                                                             | Sportovci ROV (ROC) · Gulnaz Chatuncevová · Marija Novolodská                                                              |
| Ženy omnium                 | Jennifer Valenteová · Spojené státy americké (USA)                                        | Jumi Kadžiharová · Japonsko (JPN)                                                                               | Kirsten Wildová · Nizozemsko (NED)                                                                                         |

## Horská kola
| Kategorie          | Zlato                              | Stříbro                             | Bronz                                |
| ------------------ | ---------------------------------- | ----------------------------------- | ------------------------------------ |
| Muži cross-country | Tom Pidcock · Velká Británie (GBR) | Mathias Flückiger · Švýcarsko (SUI) | David Valero · Španělsko (ESP)       |
| Ženy cross-country | Jolanda Neffová · Švýcarsko (SUI)  | Sina Freiová · Švýcarsko (SUI)      | Linda Indergandová · Švýcarsko (SUI) |

## BMX
| Kategorie         | Zlato                                           | Stříbro                                          | Bronz                                |
| ----------------- | ----------------------------------------------- | ------------------------------------------------ | ------------------------------------ |
| Muži              | Niek Kimmann · Nizozemsko (NED)                 | Kye Whyte · Velká Británie (GBR)                 | Carlos Ramírez · Kolumbie (COL)      |
| Muži – volný styl | Logan Martin · Austrálie (AUS)                  | Daniel Dhers · Venezuela (VEN)                   | Declan Brooks · Velká Británie (GBR) |
| Ženy              | Beth Shrieverová · Velká Británie (GBR)         | Mariana Pajónová · Kolumbie (COL)                | Merel Smuldersová · Nizozemsko (NED) |
| Ženy – volný styl | Charlotte Worthingtonová · Velká Británie (GBR) | Hannah Robertsová · Spojené státy americké (USA) | Nikita Ducarrozová · Švýcarsko (SUI) |

## Přehled medailí
| Pořadí | Země                   | Zlato | Stříbro | Bronz | Celkově |
| ------ | ---------------------- | ----- | ------- | ----- | ------- |
| 1      | Velká Británie         | 6     | 4       | 2     | 12      |
| 2      | Nizozemsko             | 5     | 3       | 4     | 12      |
| 3      | Švýcarsko              | 1     | 3       | 2     | 6       |
| 4      | Dánsko                 | 1     | 2       | 0     | 3       |
| 5      | Spojené státy americké | 1     | 1       | 1     | 3       |
| 6      | Německo                | 1     | 1       | 0     | 2       |
| 7      | Austrálie              | 1     | 0       | 2     | 3       |
| 7      | Itálie                 | 1     | 0       | 2     | 3       |
| 9      | Kanada                 | 1     | 0       | 1     | 2       |
| 9      | Slovinsko              | 1     | 0       | 1     | 2       |
| 11     | Rakousko               | 1     | 0       | 0     | 1       |
| 11     | Čína                   | 1     | 0       | 0     | 1       |
| 13     | Ekvádor                | 1     | 0       | 0     | 1       |
| 14     | Nový Zéland            | 0     | 2       | 0     | 2       |
| 15     | Kolumbie               | 0     | 1       | 1     | 2       |
| 16     | Belgie                 | 0     | 1       | 0     | 1       |
| 16     | Japonsko               | 0     | 1       | 0     | 1       |
| 16     | Malajsie               | 0     | 1       | 0     | 1       |
| 16     | Ukrajina               | 0     | 1       | 0     | 1       |
| 16     | Venezuela              | 0     | 1       | 0     | 1       |
| 21     | Francie                | 0     | 0       | 2     | 2       |
| 21     | Sportovci ROV          | 0     | 0       | 2     | 2       |
| 23     | Hongkong               | 0     | 0       | 1     | 1       |
| 23     | Španělsko              | 0     | 0       | 1     | 1       |
| celkem | celkem                 | 22    | 22      | 22    | 66      |